# Paraliochthonius weygoldti
Paraliochthonius weygoldti är en spindeldjursart som beskrevs av William B. Muchmore 1967. Paraliochthonius weygoldti ingår i släktet Paraliochthonius och familjen käkklokrypare. Inga underarter finns listade i Catalogue of Life.